# Sentice
Sentice település Csehországban, a Brno-vidéki járásban. Sentice Veverská Bítýška, Čebín, Heroltice, Chudčice, Lažánky és Hradčany településekkel határos. Lakosainak száma 667 fő (2024. január 1.).

## Népesség
A település lakosságának változását az alábbi diagram mutatja:
| Lakosok száma | 406  | 530  | 533  | 572  | 465  | 591  | 606  | 636  | 664  | 667  |
|               | 1869 | 1900 | 1921 | 1961 | 1980 | 2011 | 2016 | 2019 | 2021 | 2024 |